# Progonostola
Progonostola là một chi bướm đêm thuộc họ Geometridae, chi bản địa của Hawaii.

## Các loài
- Progonostola caustoscia Meyrick, 1899
- Progonostola cremnopis Meyrick, 1899